# Thomas Beretta
Thomas Beretta (Milano, 18 aprile 1990) è un pallavolista italiano, centrale del Milano.

## Carriera

### Club
La carriera di Thomas Beretta inizia nelle giovanili del Treviso nel 2007: nella stagione 2009-10 ottiene inoltre qualche convocazione in prima squadra, nel campionato di Serie A1.
Nella stagione 2010-11 passa al Top Team Mantova, in Serie A2, con la quale però retrocede a fine campionato, mentre nell'annata successiva rimane nella stessa divisione vestendo però la maglia del Milano, club nel quale milita per due stagioni.
Nella stagione 2013-14 viene ceduto in prestito al Modena, in Serie A1, mentre in quella successiva viene ingaggiato dalla Sir Safety Perugia, prima di far ritorno al club di Milano a partire dal campionato 2015-16, con cui vince la Coppa CEV 2021-22.

### Nazionale
Nel 2009 viene convocato nella nazionale Under-21 italiana.
Nel 2013 ottiene le prime convocazioni nella nazionale maggiore, aggiudicandosi, nello stesso anno, la medaglia di bronzo alla World League e alla Grand Champions Cup e quella d'argento al campionato europeo.

## Palmarès

### Club
- Coppa CEV: 1

2021-22